# Бедія
Бедія (баск. Bedia, ісп. Bedia) — муніципалітет в Іспанії, у складі автономної спільноти Країна Басків, у провінції Біская. Населення — 962 особи (2009).
Муніципалітет розташований на відстані близько 320 км на північ від Мадрида, 13 км на південний схід від Більбао.
На території муніципалітету розташовані такі населені пункти: (дані про населення за 2009 рік)
- Барроета: 15 осіб
- Ереньйо: 14 осіб
- Еросо-Угарте: 59 осіб
- Елешальде: 207 осіб
- Астейца: 43 особи
- Бідекоече: 44 особи
- Ібарра: 168 осіб
- Хаурегі-Єурі: 168 осіб
- Муртаца: 244 особи

## Демографія
Динаміка населення (INE ):

## Галерея зображень

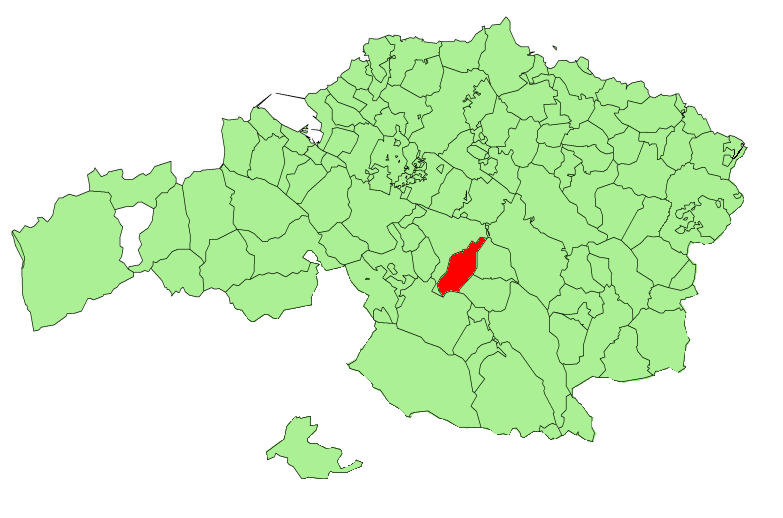
Розташування муніципалітету